# 柔道整復学科
柔道整復学科（じゅうどうせいふくがっか）は、大学の学科のひとつ。柔道整復学・柔道整復術の教育、研究がなされている。また、規定単位を修得し卒業（見込み）することにより柔道整復師国家試験の受験資格が得られる。
現状では柔道整復師の養成学校は3年制の専門学校が９割以上を占めているが、技術の向上、柔道整復学の学問の確立を目指し大学教育へと移行しつつある。また、学問として確立されていないため柔道整復学科の名称を用いない大学もある。

## 柔道整復学科を持つ学校

### 私立
北海道・東北
関東
- アルファ医療福祉専門学校
  - 柔道整復学科
- 帝京平成大学
  - ヒューマンケア学部身体機能ケア学科トレーナー・柔道整復コース(池袋)
- 帝京平成大学
  - 地域医療学部柔道整復学科(千葉)
  - ヒューマンケア学部身体機能ケア学科トレーナー・柔道整復コース(池袋)
- 了徳寺大学
  - 健康科学部整復医療・トレーナー学科
- 帝京大学
  - 医療技術学部柔道整復学科
- 帝京短期大学
  - ライフケア学科身体機能ケア専攻柔道整復コース
- 東京有明医療大学
  - 保健医療学部柔道整復学科
- 日本体育大学
  - 保健医療学部整復医療学科

中部
- 帝京科学大学
  - 医療科学部柔道整復学科
- 常葉大学
  - 健康プロデュース学部健康柔道整復学科

近畿
- 明治国際医療大学
  - 保健医療学部柔道整復学科
- 関西医療大学
  - 保健医療学部ヘルスプロモーション整復学科
- 宝塚医療大学
  - 保健医療学部柔道整復学科

中国・四国・九州

## カリキュラム
基礎学力の基礎分野、柔道整復に関連する医学の知識の専門基礎分野、柔道整復に関する知識及び臨床学習の専門分野に分かれている。
柔道の活殺自在という教えに基づき、柔道と骨折・脱臼の整復法及び固定法、外傷の検査法を学ぶ。柔道整復学とは別に解剖学、生理学、運動学などを学ぶ。これは柔道整復師の業は医療類似行為が認められることから医学に関する多くの知識が必要とされるからである。また、日本では医師以外で唯一骨折・脱臼の施術できる（但し、応急処置以外は施術前に医師の同意を要す）ため、整形外科学、リハビリテーション学などの西洋医学的観点からの学問も学ぶ。
近年、柔道整復師がスポーツトレーナーとしても注目され、大学によってはスポーツ医学に関する知識を単位に含む学科もある。